# Igreja de Santiago (Corunha)
A Igreja de Santiago (em galego:  Igrexa de Santiago, em castelhano:  Iglesia de Santiago) é o principal templo religioso e o mais antigo da Corunha. Foi inicialmente construído no século XII, durante o reinado de Fernando II de Leão. No seu adro reunia-se o concelho até ao século XV.

## História
As primeiras notícias da igreja de Santiago são de 1218 e durante a Idade Média o concelho reunia-se no seu adro, até que no século XV passou a ocupar o Convento de São Domingos.
A igreja tinha duas torres, uma com sinos e outra onde eram guardadas as escrituras e pólvoras, entre outros objetos. Ambas as torres estavam ameaçadas por ruínas, tendo sido demolidas em 1531. A nova torre, construída em 1607, obrigou a reformar a abside da epístola.
A 1 de abril de 1779 foi atingida por um incêndio que a levou ser reparada profundamente. No século XIX o arquiteto Juan de Ciórraga criou a rosácea da fachada e as escadas de acesso.